# كيندال براون
كيندال براون (بالإنجليزية: Kendall Brown)‏ هي متزلجة نيوزيلندية، ولدت في 15 أغسطس 1989 في دنيدن في نيوزيلندا.

## وصلات خارجية
- كيندال براون على موقع الاتحاد الدولي للتزلج (ركوب لوح الثلج) (الإنجليزية)
- كيندال براون على موقع أوليمبيديا (الإنجليزية)